# Random Harvest
Random Harvest (conocida en castellano con los títulos de Niebla en el pasado en España y En la noche del pasado en Hispanoamérica) es una película de 1942 basada en la novela homónima del escritor inglés James Hilton publicada en 1941. Claudine West, George Froeschel y Arthur Wimperis adaptaron la novela para la pantalla, un trabajo por el que fueron nominados al premio Óscar.
Ronald Colman, en el papel de un amnésico soldado de la Primera Guerra Mundial, y Greer Garson como su esposa, protagonizaron la película.
La película supuso un gran éxito comercial y de crítica.

## Premios de la Academia

### Candidaturas
- Mejor película
- Mejor director - Mervyn LeRoy
- Mejor actor - Ronald Colman
- Mejor actriz de reparto - Susan Peters
- Mejor guion adaptado - Claudine West, George Froeschel y Arthur Wimperis
- Mejor banda sonora - Herbert Stothart
- Mejor dirección artística - Cedric Gibbons y Edwin B. Willis